# Bokermannohyla circumdata
Bokermannohyla circumdata és una espècie de granota endèmica del Brasil.
Està amenaçada d'extinció per la pèrdua del seu hàbitat natural.